# Liste des comtes de Melgueil
Le comté de Melgueil  (actuellement commune de Mauguio) était un comté qui se situait dans la majeure partie du Gard et dans la partie est de l'actuel département de l'Hérault en France.

## Histoire
À l'origine, l’évêché de Maguelone et le comté de Maguelone siégeaient à Maguelone. Après la ruine de Maguelone en 737 par Charles Martel, et ce, afin que les Sarrazins ne s'en emparent, les évêques et les comtes se réfugient à Substantion (actuellement commune de Castelnau-le-Lez), au nord est de Montpellier. Il faut toutefois préciser qu'entre les comtes carolingiens connus au 8e siècle, et les comtes que l'on voit réapparaître dans les sources à la toute fin du 9e siècle, et surtout au 10e siècle, aucune continuité réelle n'est prouvée à ce jour. 
Par la suite, ils s'installent à Melgueil (Mauguio) et se nomment indifféremment Comtes de Substantion ou Comtes de Melgueil[réf. nécessaire]. Melgueil n'apparaît cependant dans la titulature des comtes qu'en 1067 pour la première fois, signe que le centre de leur pouvoir s'était déplacé vers ce castrum. 
Aux 11e et 12e siècles, le comté de Substantion/Melgueil est la proie d'une lutte entre les trois grands pouvoir locaux : le comte, résidant dans le castrum de Melgueil ; l'évêque de Maguelone ; et enfin le lignage seigneurial des Guilhem, exerçant son pouvoir depuis Montpellier, que leur a cédé le comte de Substantion en 985.
En 1085, le comte Pierre Ier de Melgueil avait cédé le comté et l'évêché au Saint-Siège et en retour, le pape Grégoire VII lui cédait le comté en fief à charge d'un cens annuel d'une once d'or. Le pape Urbain II avait accepté cette donation par une bulle, le 14 décembre 1087. Si les papes se sont peu occupé du comté après cette donation, ils ne l'ont pas oubliée. Quand le pape Alexandre III doit quitter Rome, c'est dans le comté de Melgueil qu'il se réfugie d'abord et c'est à Montpellier qu'il tient son premier concile contre ses opposants. En 1211, le pape Innocent III confisque le comté de Melgueil qui appartenait à Raymond VI de Toulouse par donation de sa première épouse mais qui n'a jamais payé le cens annuel dû au pape. Le comté de Melgueil est inféodé à Guillaume d'Antignac, évêque de Maguelone, et ses successeurs par le pape en avril 1215. Après la signature du traité de Meaux, Blanche de Castille puis Louis IX ont essayé de s'emparer du comté mais le pape Grégoire IX s'est fermement opposé à cette action en rappelant qu'il était le suzerain du comté.

## Liste des comtes

### Comtes nommés par les rois des Francs
- v. 750 : Aigulf Ier ;
- ? -778 : Amic Ier (fils du précédent)[HL Tome I 2] ;
- 778-? : Robert Ier ;
- ?-? : Adolf Ier ;
- ?-? : Ernest Ier ;
- ? -812 : Eberard Ier ;
- 812-? : Leibulf de Provence.

### Comtes carolingiens, marquis de Septimanie
- 828-832 : Bernard de Septimanie ;
- 832-835 : Bérenger le Sage de Toulouse, fils de Hunroch de Frioul ;
- 835-844 : Bernard de Septimanie, seconde fois ;
- 844-848 : Sunifred Ier de Barcelone, fils de Borrell d'Osona ;
- 848-850 : Guillaume de Septimanie, fils du Bernard de Septimanie.

### Comtes francs, marquis de Gothie
- 850-852 : Aleran de Troyes ;
- 852-858 : Udalrich de Barcelone ;
- 858-865 : Humfrid ou Unifred ;
- 865-878 : Bernard de Gothie.

### Comtes héréditaires
- v. 880-920 : Guillermone (Guillemette?)[réf. souhaitée] (mariée à Robert de Maguelone, v.850-900) ;
- v. 920-922 : Bernard Ier (fils de Guillermone +899) II ;
- 922-v. 950 : Berenguer Ier (fils du précédent) ;
- v. 950-988 : Bernard II de Melgueil (fils du précédent) ;
- v.  989-1055 : Bernard III de Melgueil (petit-fils du précédent) ;
- v. 1055-1079 : Raymond Ier (fils du précédent) ;
- 1079-v. 1086 : Pierre Ier (fils du précédent) ;
- v. 1086-1120 : Raymond II de Melgueil (fils du précédent) ;
- 1120-v. 1130 :  Bernard IV de Melgueil (fils du précédent) ;
- v. 1130-1190 : Béatrice (fille du précédent) ;
- 1130-1135 : Guillerme (régent, seigneur de Montpellier) ;
- 1114-1144 : Béatrice de Melgueil, comtesse et héritière de sa maison, mariée vers 1135 avec Berenguer Raymond Ier, comte de Provence ;
- 1146-1170 : Bernard V Pelet (deuxième époux de Béatrice, seigneur d'Alès) ;
- 1170-1190 : Raymond Bérenger (fils de Béatrice, associé 1170 ; comte de Provence) ;
- 1170-1190 : Ermessende Pelet (fille de Béatrice, héritière 1170 ; la moitié 1172-73 partagé avec son frère Bertran) ;
- 1170-1172 : Pierre Bermon (époux d'Ermessende, seigneur d'Anduze) ;
- 1172 : Bertrand Pelet (fils de Béatrice, frère d'Ermessende) ;
- 1172 : Alphonse Ier d'Aragon (par cession de Bertrand Ier) ;
- 1172-1173 : Douce II de Provence (fille de Raimond-Bérenger II de Provence ; la moitié du comté) ;
- 1173-1190 : Raymond IV (Raymond VI de Toulouse, deuxième époux d'Ermessende Pelet ; tout le comté).